# Alcácer do Sal
Alcácer do Sal is een plaats en gemeente in het Portugese district Setúbal.
De gemeente heeft een totale oppervlakte van 1502 km² en telde 14.287 inwoners in 2001. De Sado stroomt langs deze plaats.

## Geschiedenis
De Feniciërs noemden de stad Keition. Gedurende de Romeinse tijd was Imperatoria Salacia de enige rijksstad. 
Vanaf de 8ste eeuw was de stad in handen van de moslims van Al-Andalus. Tijdens de 9de eeuw werd de stad (al-Qasr), na een interne overwinning op de Muladi (christenen die moslim waren geworden), aan de Abu Denis geschonken en veranderde de naam in Qaşr Abi Danis (Kasteel van Abu Denis).
Op 24 juni 1158 valt de stad, na mislukte pogingen in 1148, 1151 en 1157 aan koning Alfons I van Portugal. De herovering door de moslims was al in 1161 een feit. Op 18 oktober 1217 valt de stad en kasteel, na een belegering van twee maanden, definitief aan de Portugezen, dankzij de hulp van een vloot van kruisvaarders (Vijfde Kruistocht), die de Portugezen voor de zesde maal hulp boden.

## Bezienswaardigheden
- Kasteel (Castelo de Alcácer do Sal)

## Plaatsen in de gemeente
- Santa Maria do Castelo
- Santiago
- Comporta
- Santa Susana
- São Martinho
- Torrão
- Pego do altar